# Шах Джаган Беґум
Шахджаган Беґум (29 липня 1838 — 16 червня 1901) була Беґум Бгопала (правителька ісламського князівства Бгопал у Центральній Індії) упродовж двох періодів: 1844-60 (її мати виконувала обов'язки регента), а потім у 1868—1901 роках.

## Біографія

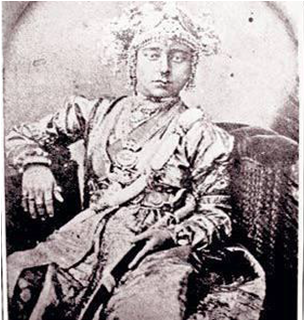
Фотографія султанші Шах Джаган Беґум (або, можливо, її дочки) 1878 року. Фотографія була помилково ідентифікована як фотографія Рані Лакшмібай у книзі 1909 року «Війна за незалежність Індії».

Шахджаган народилася в Ісламнаґарі, недалеко від Бхопала, і була єдиною дитиною, що вижила, Сікандар Беґум із Бгопала, наваба Бгопала, та її чоловіка Джаганґіра Мохаммеда Хана. Вона була визнана правителькою Бгопала в 1844 році у віці шести років; її мати мала владу регента під час її неповноліття. Однак у 1860 році її мати Сікандар Беґум була визнана британцями самостійною правителькою Бгопала, і Шахджаган була відсторонена від влади. Шахджаган змінила свою матір на посаді Беґум із Бгопала після смерті останньої в 1868 році.
Будучи підготовленою до керівництва державою, Шахджаган поліпшила систему податкових надходжень і збільшила державні надходження, підвищила платню своїм солдатам, модернізувала озброєння армії, побудувала греблю і штучне озеро, підвищила ефективність поліції і провела перший перепис населення після того, як штат постраждав від двох епідемій (населення скоротилося до 744 000 чоловік). Щоб збалансувати дефіцит свого бюджету, вона доручила вирощувати опіум.
Їй приписують авторство кількох книг на урду. Серед них «Гаухар-і-Ікбаал», в якій описуються основні події між 1-м і 7-м роками її правління і соціально-політичні умови Бгопала в той час. Розповідь про моє життя — це англійський переклад автобіографії султанші Джаган Беґум «Гаухар-і-Ікбал». Вона була написана К. Х. Пейном, який був радником з освіти в Беґумі. Вона написала «Ахтар-і-Ікбаал», який є другою частиною «Гаухар-і-Ікбаал». У 1918 році вона написала «Іффат-уль-Муслімаат», де описує поняття пурди і хіджабу у звичаях Європи, Азії та Єгипту.
Вона відіграла важливу роль в ініціюванні будівництва однієї з найбільших мечетей в Індії, Тадж-уль-Масаджид у Бгопалі. Однак будівництво залишилося незавершеним після її смерті і пізніше було припинено; роботи були відновлені тільки в 1971 році. Вона також побудувала палац Тадж-Махал у Бгопалі. Шахджаган хотіла зробити мусульманське паломництво в Мекку, але слабке здоров'я і її боязнь корабельних аварій завадили їй коли-небудь зробити це.
Шахджаган Беґум зробила значні пожертви на будівництво мечеті у Вокінгу, графство Суррей, Велика Британія. Вона також зробила щедрий внесок у заснування мусульманського англосхідного коледжу в Аліґаргу, який перетворився в Мусульманський університет Алігарху. Вона також субсидувала будівництво залізниці між Хошангабадом і Бгопалом
У 1855 році Шахджаган Беґум вийшла заміж за Бакі Мухаммада Хана, дворянина середнього рангу із Бгопала, його третьою дружиною. Він помер у 1867 році. Чотири роки по тому Шахджаган вийшла заміж за Сіддіка Хасан-хана із Каннауджа в тодішніх Сполучених провінціях. Другий шлюб був бездітним. На додаток до смерті двох чоловіків, Шахджаган також пережила смерть двох онучат.
Останні роки Шахджаган Беґум провела на чолі досить добре керованої держави.У 1901 році вона захворіла на рак порожнини рота; незабаром після цього було опубліковано послання для жителів Бгопала з проханням пробачити, якщо Шахджаган заподіяла зло кому-небудь з її підданих, викликавши громадське горе через хворобу популярного правителя. Шахдгахан в останній раз відвідала її дочка султан Джеган, з якою Шахджаган не розмовляла тринадцять років, оскільки Шахджаган звинуватила свою дочку в смерті своєї першої внучки; навіть на цій останній зустрічі Шахджаган відмовилася пробачити свою дочку. Шахджаган померла незабаром після цього, 6 червня 1901 року, і султанша Джеган посіла на троні.

### Пошта
Під час її правління були випущені перші поштові марки штату Бгопал. У 1876 і 1878 роках були випущені марки в пів — і чверть Анни. На марках 1876 року є напис «HH Nawab Shahjahan Begam» у восьмикутній рамці; на марках 1878 року той же текст у круглій рамці і форма назви Беґум на урду. Останні марки з її ім'ям були випущені в 1902 році з написом: «Її Величність Наваб Султан Джаган Беґам». Державна поштова служба Бхопала випускала свої власні поштові марки до 1949 року; з другого випуску марок в 1908 році офіційні марки випускалися до 1945 року, і на них були написи «Штат Бгопал» або «Уряд Бгопала». У 1949 році були випущені останні з власних марок Бгопала.

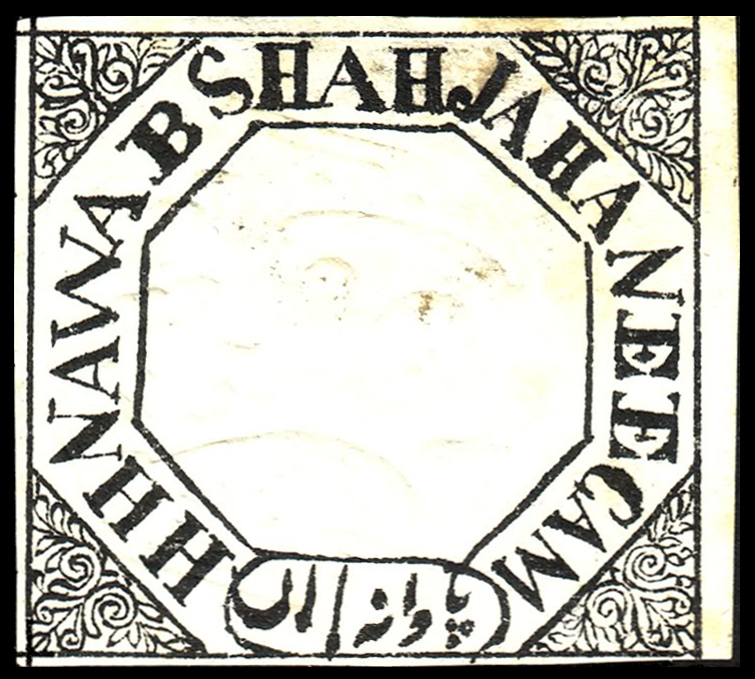
Марка 1876 р., випущена під час правління Беґум
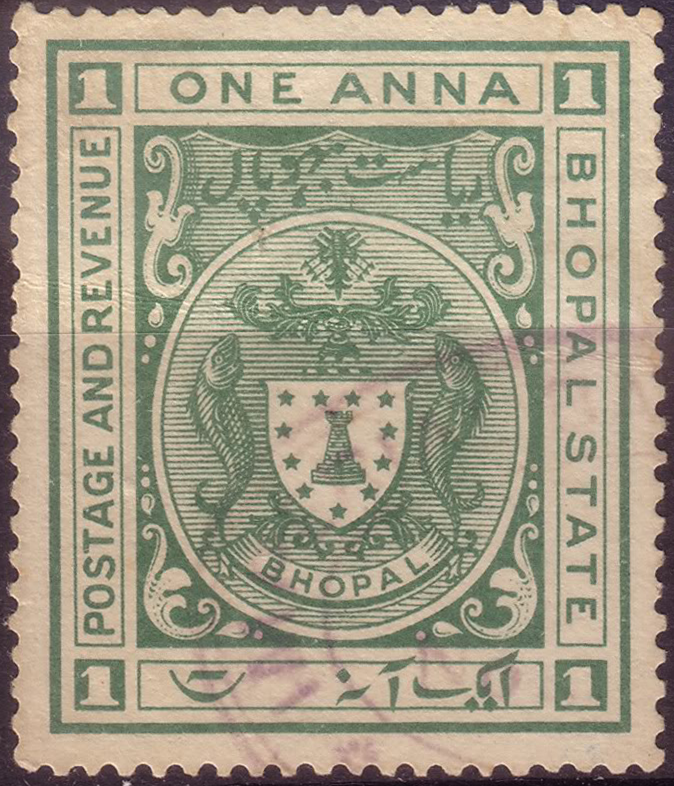
1908 р. марка штату Бгопал в одну Анну